# Muse (album de Jolin Tsai)
Pour les articles homonymes, voir Muse.
Albums de Jolin Tsai
Ultimate
(2012) Myself World Tour
(2013)
Albums par Jolin Tsai
Myself
(2010) Play
(2014)
Muse est le douzième album studio de la chanteuse Jolin Tsai, sorti le 14 septembre 2012 sous le label Warner Music.

## Liste des titres
| No  | Titre                                                                       | Durée |
| --- | --------------------------------------------------------------------------- | ----- |
| 1.  | Da Yi Shu Jia (大藝術家; The Great Artist)                                  | 3:22  |
| 2.  | Dr. Jolin                                                                   | 3:51  |
| 3.  | Mi Huan (迷幻; Fantasy)                                                     | 3:35  |
| 4.  | Shi San Hao Xing Qi Wu (十三號星期舞; Friday the 13th)                      | 3:25  |
| 5.  | Beast                                                                       | 2:45  |
| 6.  | Zha Lan Jian Xi Tou Kui Ni (柵欄間隙偷窺你; Spying on You Behind the Fence) | 2:43  |
| 7.  | Cai Se Zhao Pian (彩色照片; Color Photos)                                   | 3:56  |
| 8.  | Shi Ren Man Bu (詩人漫步; Wandering Poet)                                   | 5:12  |
| 9.  | You Ren (有人; Someone)                                                     | 4:05  |
| 10. | Ma Sai Ke (馬賽克; Mosaic)                                                  | 4:13  |
| 11. | Wo (我; I)                                                                  | 4:12  |